# Thai Sa

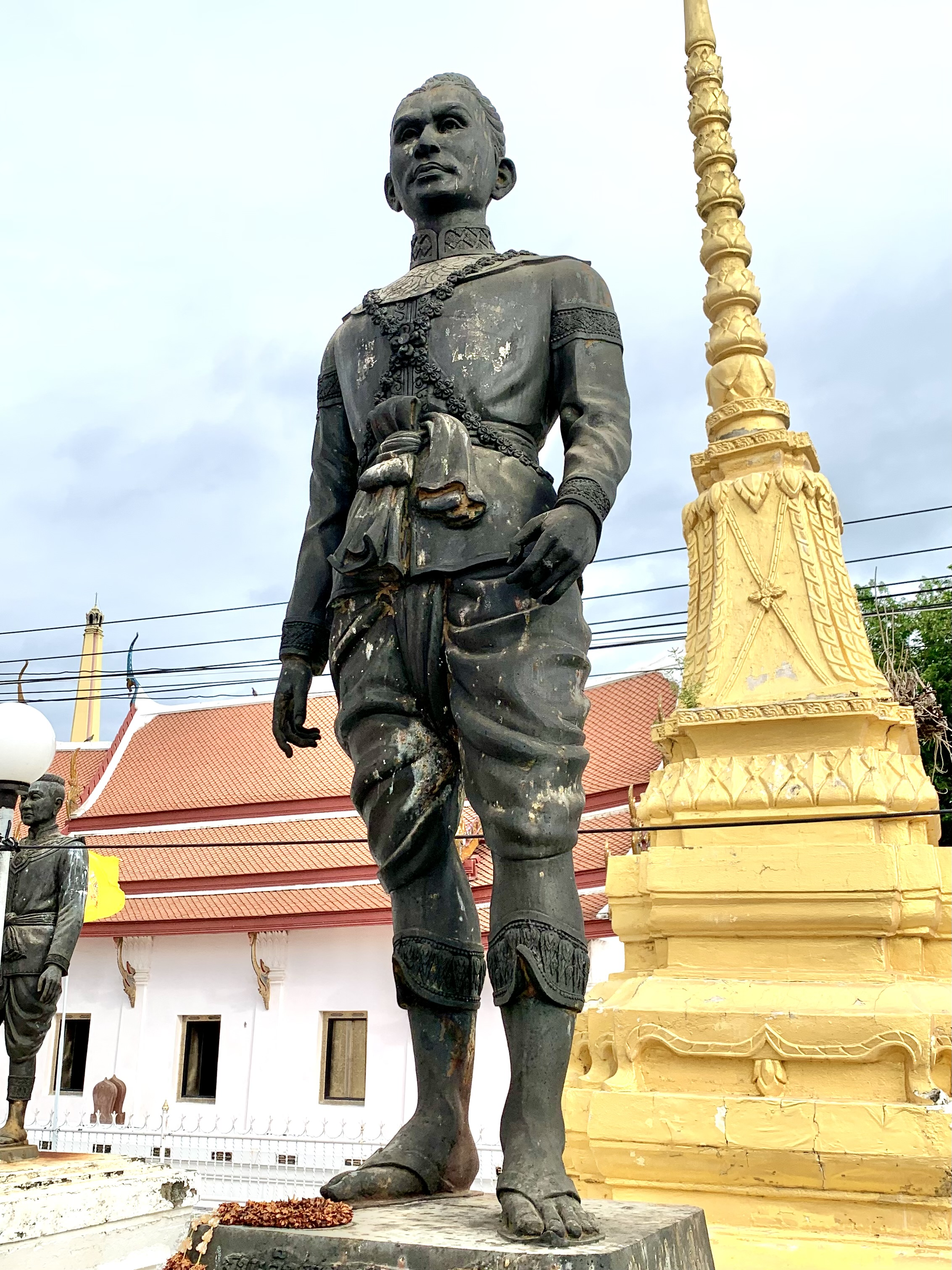
Statue von König Thai Sa im Tempel Wat Pa Mok, Ang Thong

Thai Sa (vollständiger Name: Somdet Phrachao Thai Sa, thailändisch สมเด็จพระเจ้าท้ายสระ, auch: Phuminthararacha, oder: Somdet Phrachao Sanphet IX. สมเด็จพระเจ้าสรรเพชญ์ที่ 9; * 1679; † Januar 1733) war von 1709 bis 1733 der 32. König des siamesischen Königreiches von Ayutthaya.

## Leben und Wirken
Er war der älteste Sohn von König Phrachao Suea (พระเจ้าเสือ – „Der Tiger-König“, auch: Suriyentharathibodi), der seine beiden Söhne zwar als Uparat eingesetzt hatte, ihnen aber nie voll vertraute. Nach dem Tod von Phrachao Suea im Jahre 1709 wurde Prinz Phet im Alter von 30 Jahren einhellig als König Phuminthararacha gekrönt, er wurde allerdings eher „Thai Sa“ genannt, was wörtlich etwa „Am Ende des Sees“ bedeutet, ein Hinweis auf seine Residenz, die inmitten eines Sees lag.
Die 24 Jahre seiner Regierung waren relativ friedlich, er hatte nur den vietnamesischen Einfluss auf den Thron seines Vasallen Kambodscha zu unterdrücken. Dies führte 1720 zu einem Kriegszug Siams nach Kambodscha, wo versucht wurde, König Thommoreachea wieder auf den Thron zu verhelfen. Als dies misslang, konnte König Ang Em dazu „überredet“ werden, einen jährlichen Tribut an Ayutthaya zu entrichten.
In der Regierungszeit von König Thai Sa konnte ein merkenswerter Zuwachs des Außenhandels mit China verzeichnet werden. Dies betraf besonders den Export von siamesischem Reis. Dies lag zunächst daran, dass das Phrakhlang-Ministerium (ursprünglich: Schatzministerium, später auch Handelsministerium) von Siamesen chinesischer Abstammung dominiert wurde. Als 1727 dann die chinesische Regierung alle südchinesischen Häfen bedingungslos für den Import aus Siam öffnete, erfuhr der Handel einen großen Boom.
Der König restaurierte einige Tempel, darunter Wat Maheyong im Osten der Hauptstadt und Wat Phra Putthabat beim heutigen Saraburi. Zum Wat Phra Putthabat machte er mehrere Pilgerreisen.
Der König ließ einige Kanäle (Khlong) begradigen, so zum Beispiel den Khlong Khok Kham (คลองโคกขาม, etwa: Kanal des Indigo-Hügels), der die Mündung des Mae Nam Tha Chin (Tha-Chin-Fluss) mit dem Mae Nam Chao Phraya verband. Die Arbeit wurde von 30.000 Corvée-Arbeitern ausgeführt und dauerte drei Monate. Der König gab ihm anschließend den Namen „Khlong Sanam Chai“, später wurde er in „Khlong Maha Chai“ umbenannt. Der Khlong Samrong, der eine Verbindung zwischen dem Chao Phraya und dem Bang Pakong in Chachoengsao ermöglichte, ließ der König bis zum Jahr 1721 fertigstellen. Es scheint, dass bei der Planung der Arbeiten Europäer mit modernen Messgeräten hinzugezogen wurden.
Zusätzlich soll 1721 während der Regierungszeit von Thai Sa der Khlong Lat Kret (คลองลัดเกร็ด) fertiggestellt worden sein, der eine große Schleife des Chao Phraya abkürzt. Dieser Kanal bildet mit dem Chao Phraya die Insel Ko Kret (heute: Provinz Nonthaburi). Allerdings sieht es so aus, als ob dieser Kanal bereits auf einer recht exakten holländischen Seekarte aus dem Jahr 1650 verzeichnet ist.